# Phenax pauciflorus
Phenax pauciflorus är en nässelväxtart som beskrevs av Ignatz Urban. Phenax pauciflorus ingår i släktet Phenax och familjen nässelväxter. Inga underarter finns listade i Catalogue of Life.